# Nowe Piekuty
Nowe Piekuty – wieś w Polsce położona w województwie podlaskim, w powiecie wysokomazowieckim, w gminie Nowe Piekuty.
Miejscowość jest siedzibą gminy Nowe Piekuty - jest ona także jedną z najmniejszych miejscowości gminnych w Polsce oraz siedzibą parafii rzymskokatolickiej św. Kazimierza, należącej do metropolii białostockiej, diecezji łomżyńskiej, dekanatu Szepietowo.

## Historia

### Historia wsi
W wieku XV grunty współczesnej wsi częścią okolicy szlacheckiej Łopienie. Około połowy wieku XV, w miejscu gdzie istnieje wieś Piekuty-Urbany zamieszkał rycerz zwany Pekutem lub Piekutem. Łopienie Piekuty (współczesne Nowe Piekuty) założone prawdopodobnie przez tego rycerza w końcu XV w.
W dokumencie popisu szlachty Wielkiego Księstwa Litewskiego z roku 1528 wymieniono Seło Łopiane Pekuty w parafii Domanowo i rycerzy o przydomku Pekuty. Byli to: Jan Pawłowicz, Mikołaj Jakubowicz, jeho brat Swiach, Swiach Jakubowicz Pekut, Andrej Janowicz Rożko, Oliasz Woytechowicz, Rafalik Pekut i Jan Mateiewicz. W przypadku działań wojennych byli zobowiązani do wystawienia 3 konnych jeźdźców.
W roku 1533 właścicielami wsi Piotr i Mateusz Święchowie. W 1542 roku Bartłomiej, Jan, Maciej, Michał, Walenty i Sebastian przeprowadzili działy rodzinne dóbr Piekuty.
Spis podatkowy z 1580 roku wymienia mieszkających tu właścicieli herbu Lubicz: Stanisława syna Macieja, Serafina Piekuth, Grzegorza Piekuth z braćmi Maciejem i Janem, Jana syna Bartosza i jego brata Baltazara. Z czasem mieszkańcy Piekut przyjęli nazwisko Piekutowscy herbu Lubicz. Piekutowscy używali też herbu Roch (III). Niektóre źródła mówią również o herbie Pierzchała. Mieszkali tu rycerze zwani Dusiami, którzy w Trybunale Koronnym w Lublinie podpisywali się z Piekut-Łopienia.
W XVI wieku Piekuty, a w XVII Nowe Piekuty (1676), czasami Piekuty Kościelne. W I Rzeczypospolitej miejscowość należała do ziemi bielskiej>
W 1790 r. u Branickich w Białymstoku gościł król Ludwik XVIII. Po drodze zatrzymał się na noc w karczmie Piekuty koło Brańska.
W 1827 r. w miejscowości 14 domów i 103 mieszkańców.
Gmina Nowe Piekuty w kształcie zbliżonym do współczesnego powstała w 1864 r.
Pod koniec XIX w. wieś drobnoszlachecka nad rzeczką Dzierżą. W Piekutach znajduje się kościół drewniany, szkoła początkowa ogólna i urząd gminy.
W 1891 roku na 37 gospodarzy 15 miało korzenie szlacheckie. Użytki rolne o powierzchni 126 ha. Średnie gospodarstwo liczyło 3,5 ha.
Latem, 1915 r. spłonął miejscowy drewniany kościół. W latach 1915–1918 teren gminy okupowany przez Niemców. W sierpniu 1920 roku przez gminę przetoczyły się wojska bolszewickie. Ta okupacja trwała kilka tygodni.
W 1921 roku w miejscowości naliczono 27 budynków z przeznaczeniem mieszkalnym i 4 inne, zamieszkałe oraz 199 mieszkańców (103 mężczyzn i 96 kobiet). 176 osób zadeklarowało wyznanie rzymskokatolickie oraz 20 osób mojżeszowe, 2 prawosławne i jedna ewangelickie. Narodowość polską podało 190 osób, a 9 żydowską.
W okresie międzywojennym działalność prowadziły zakłady usługowe:
- sklepy spożywcze: H. Ardziszewskiego, M. Bursztyna, M. Choroszcza, B. Czuby, N. Pakciarza i sklep bławatny S. Blumenkranca;
- wiatrak T. Jabłońskiego i dwa młyny: A. Jankowskiego i S. Zelko;
- akuszerką była H. Gąsowska;
- działała tu kooperatywa Stowarzyszenia Spożywczo-Rolniczego;
- zakład kowalski B. Goldberga i krawiecki D. Kopytkowskiego;
- zakład eksploatacji lasów N. Liwszyca;
- oddział Spółdzielni Mleczarskiej;
- wyszynkiem trunków alkoholowych zajmował się A. Kostro.

Wójtem gminy od stycznia 1930 roku był Kazimierz Roszkowski, sekretarzem Józef Mieczysław Bytomski, a zastępcą sekretarza Roman Grochowski.
W 1922 roku powstała Ochotnicza Straż Pożarna. Pierwszym Prezesem został Druh Jan Piekutowski z Krasowa Wielkiego. Jednostka skupiała członków z pięciu wsi.

### Okres II wojny światowej
W połowie września 1939 r. wkroczyły tu wojska niemieckie, jednak na podstawie traktatu w Brześciu z dnia 28 września 1939 teren ten został włączony do Białoruskiej SRR.
Sowieci zorganizowali zarządy tymczasowe i komitety chłopskie. Składały się z przedstawiciela armii, lokalnego przedstawiciela NKWD oraz starannie wybranego przedstawiciela społeczności lokalnej. Agitowane wybory do Zgromadzenia Ludowego Zachodniej Białorusi wyznaczono na dzień 22 października 1939 roku. W 1940 i 1941 roku NKWD rozpoczęła aresztowania i wywózki. Z gminy Nowe Piekuty wywieziono około 200 osób. Co trzeci z zesłanych nie przeżył, głównie mężczyźni, kierowani do najcięższych prac. Rejonem zsyłki były okolice: Tobolska, Pawłodaru, Omska, Krasnojarska, Komi i Kazachstan.
W Nowych Piekutach i okolicznych wsiach organizował się ruch oporu. Batalion Śmierci zorganizowany przez księdza Modzelewskiego liczył kilkudziesięciu członków i dysponował pewną ilością broni, granatów i materiałów wybuchowych. Organizacja była infiltrowana już latem 1940 roku. Aresztowania nastąpiły na przełomie roku 1940 i 1941.
Od czerwca 1941 rozpoczęła się okupacja niemiecka. W 1944 roku spłonęło wiele zabudowań wsi, a śmierć na polach minowych ponieśli: Baranowski, Henryk Biernat (15 lat) i Anna Olędzka. Ruch oporu prowadzili partyzanci z AK. W miejscowej placówce sformowano 4 plutony. Na jej czele stał przez długi czas por. Kazimierz Kamieński ps. „Huzar”, „Gryf”.

### Po II wojnie światowej
Wyzwolenie Piekut nastąpiło w roku 1944, jednak walki pomiędzy formującą się władzą ludową a oddziałami podziemia polityczno-wojskowego toczyły się na tym terenie do roku 1948. Raport miejscowego starosty z marca 1946 roku donosił: w nocy z 30 na 31 marca zrabowane zostały akta Zarządu Gminy Piekuty, akta te banda spaliła.
W Piekutach powstała Gminna Rada Narodowa, która istniała do 1954 roku, następnie została zastąpiona przez Gromadzką Radę Narodową. Od 1973 Nowe Piekuty znowu stały się siedzibą urzędu gminy.
W latach 1975–1998 miejscowość administracyjnie należała do województwa łomżyńskiego.
W 1976 roku obok miejscowego kościoła wybudowano grotę z kamienia łupanego. Przy niej w 1997 roku została umieszczona tablica poświęcona pamięci Sybirakom z napisem: W Hołdzie Sybirakom wywiezionym w latach 1940–1941 Gmina Piekuty. W 1995 roku postawiono również w pobliżu kościoła pomnik ku czci żołnierzy AK i WiN.
W 1963 przystąpiono do budowy remizy strażackiej, którą oddano do użytku w 1966 roku. W 1972 jednostka otrzymała samochód bojowy oraz ufundowała sobie sztandar. W 1997 został zakupiony samochód bojowy GCBA 5/24. W tym samym roku został ufundowany nowy sztandar. OSP jest jednostką włączoną do Krajowego Systemu Ratowniczo-Gaśniczego. Liczy 49 członków, w tym 20 w MDP.
Współcześnie miejscowość liczy 45 domów oraz 241 mieszkańców.

### Historia kościoła

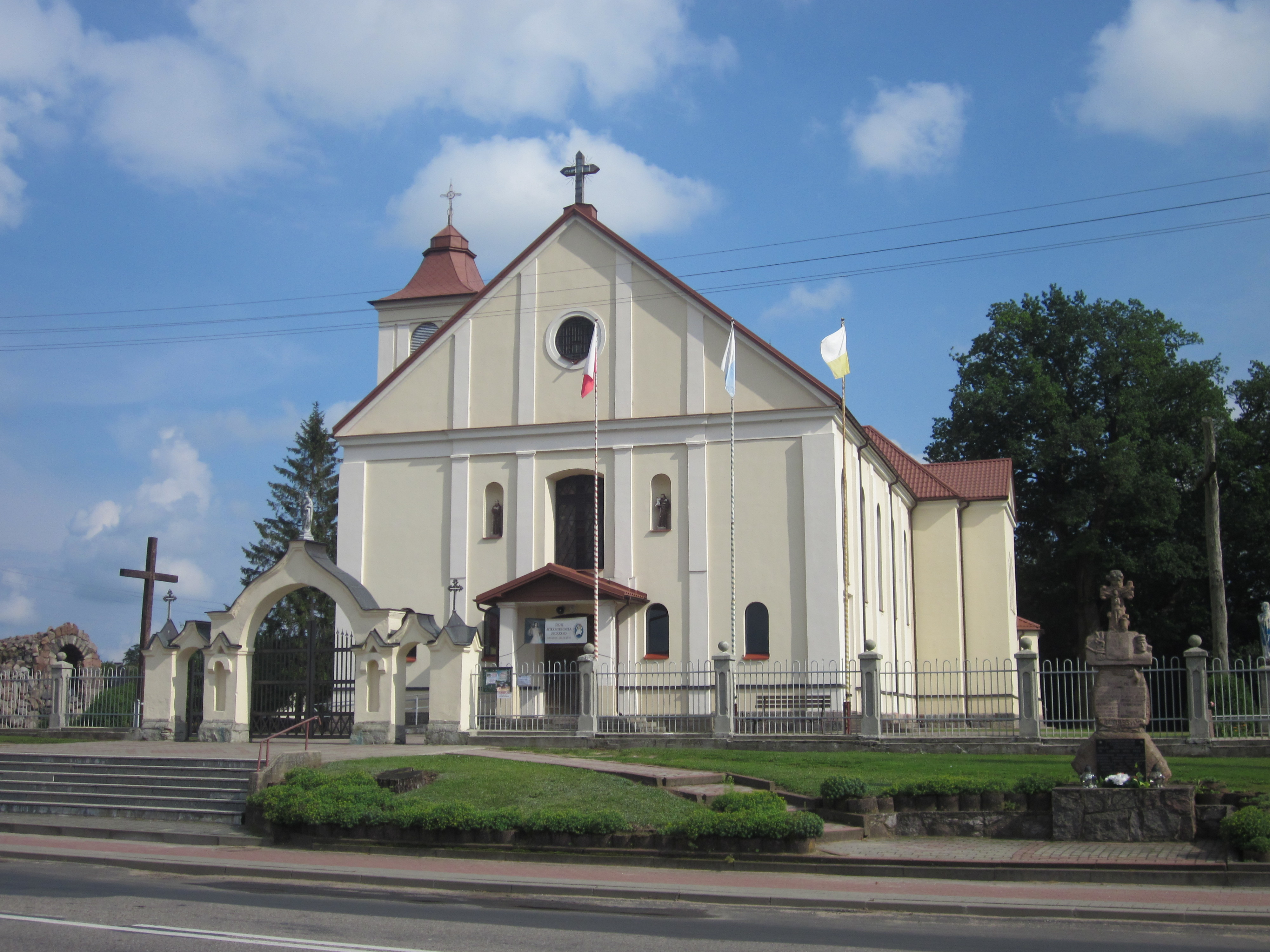
Kościół parafialny

W 1533 roku Piotr i Święc synowie Jakuba oraz Maciej syn Rafała ufundowali tu filialny kościół parafii domanowskiej.
W roku 1699 proboszcz domanowski, ksiądz Piotr Markowski wystawił kaplicę drewnianą, a w latach 1712–1720 kościół filialny.
Utworzona w wyniku pokoju tylżyckiego granica oddzieliła Domanowo od Piekut, które znalazły się w Księstwie Warszawskim. W związku z tym w roku 1807 została erygowana parafia.
Kościół spłonął w 1915 r. W jego miejsce w roku 1916 zbudowano prowizoryczną kaplicę. W 1930 roku proboszczem w Piekutach został ksiądz Roch Modzelewski, który w 1937 r. rozpoczął budowę obecnego, murowanego, neogotyckiego kościoła według projektu Feliksa Michalskiego. Po przerwie wojennej, dokończony w roku 1971. Ołtarz główny o charakterze barokowo-klasycystycznym pozyskany w roku 1921 z kościoła w Płonce Kościelnej.
Kościół konsekrowany 23 listopada 1975 roku przez biskupa łomżyńskiego Mikołaja Sasinowskiego. W latach 1993–2000 staraniem ks. prob. Józefa Bagińskiego przeprowadzono prace renowacyjno-remontowe wnętrza kościoła, wykonano elewację zewnętrzną i uporządkowano cmentarz przykościelny. Istnieje możliwość skorzystania z wyszukiwarki osób zmarłych, pochowanych na cmentarzu.

### Historia szkolnictwa
Od 1869 r. we wsi funkcjonowała rosyjska szkoła powszechna. Językiem wykładowym był rosyjski.
W okresie międzywojennym szkoła powszechna notowana jest od 1922 r. Początkowo uczyło się w niej 130 dzieci. W następnych latach liczba uczniów stale wynosiła ponad 100.
Po ustąpieniu Rosjan w 1941 szkoła wznowiła działalność. Nauczycielami byli: Stanisław Cebula, Łukaszewicz, Morożewicz i Bronisław Ostrowski.
1 września 1999 roku utworzono Publiczne Gimnazjum w Nowych Piekutach z filią w Jabłoni Kościelnej. W tym samym czasie utworzony został Zespół Szkół w Nowych Piekutach, który tworzą: Szkoła Podstawowa imienia księdza Rocha Modzelewskiego oraz Gimnazjum w Nowych Piekutach, które 18 września 2010 r. przyjęło imię Sybiraków. Zespół szkół wyposażony jest w pracownię komputerową, salę gimnastyczną, stołówkę oraz boisko.

## Obiektyzabytkowe
- Kościół parafialny pod wezwaniem św. Kazimierza.
- Kapliczka przydrożna wystawiona w roku 1848.
- Żeliwne, ażurowe krzyże przydrożne z roku 1892 i 1893[8].
- Cmentarz wojenny z okresu I wojny światowej[14].

## Tranzyt
- 659 umożliwia połączenie z miejscowościami Dąbrówka Kościelna, Wysokie Mazowieckie, Topczewo i Łapy.
- Inne połączenie drogowe:
  - przez Łopienie-Jeże do Sokół i dalej drogą wojewódzką 671 do Jeżewa Starego,
  - przez Jabłoń Kościelną do Mazur leżących przy drodze wojewódzkiej nr 678,
  - przez Hodyszewo do Brańska i dalej do Bielska Podlaskiego.
- W okolicy Jabłoni Kościelnej, oddalonej o 7 km, znajduje się przystanek kolei Warszawa-Białystok.

## Literatura
Na terenie wsi Nowe Piekuty i okolicznych miejscowości rozgrywa się część akcji książki Josepha s. Kutrzeby „The contract. A life for a life” wyd. polskie „Kontrakt życie za życie” wydawnictwo Weltbild Polska Sp. z o.o Warszawa 2011.